# Joseph Green (rugby)
Pour les articles homonymes, voir Joseph Green et Green.
Joseph Green (West Ham, 1846 - Leeds, 1923) est un joueur de rugby anglais. Il est l'un des premiers joueurs internationaux anglais de rugby, ayant participé comme half-back (demi) au tout premier match international de l'histoire opposant l'Angleterre à l'Écosse le 27 mars 1871.

## Biographie

### Jeunesse et formation
Joseph Fletcher Green naît dans le quartier londonien de West Ham le 28 avril 1846. Il est le deuxième fils de Frederick Green (1814-1876), d'une famille de constructeurs navals de Blackwall Yard, et de son épouse Elizabeth (née Fletcher) de Stepney (1813-70).
Il fait ses études à la Rugby School où il a joué au football selon les règles de cette école.

### Carrière en rugby

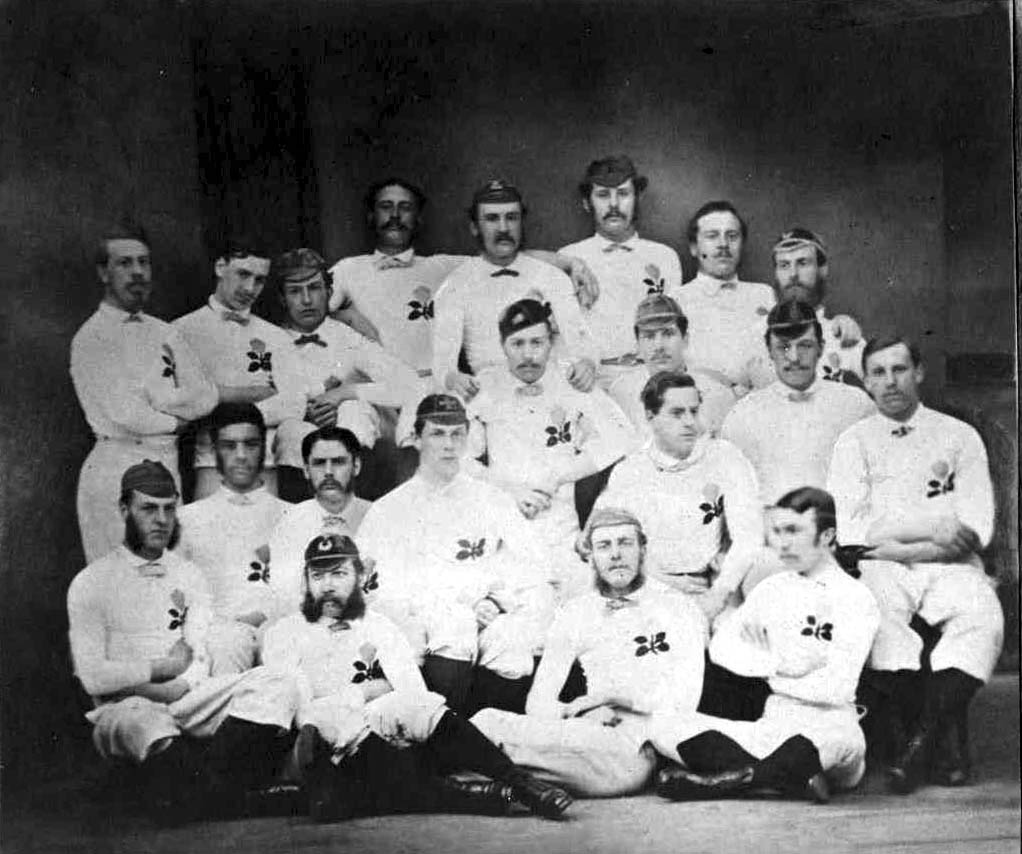
L'équipe d'Angleterre ayant disputé le premier match international de rugby de l'histoire, en 1871.

Après avoir quitté l'école, Tobin retourne à Londres pour rejoindre l'entreprise de son père. Il joue alors au West Kent Football Club, avec notamment Arthur Guillemard, où il évolue au poste de half-back (demi). Il a été écrit que « pendant plusieurs années, [il] a été l'un des plus brillants demis, étant un excellent joueur de champ et, une fois en route, un coureur aussi rapide qu'on ait jamais vu avec un ballon sous le bras, sa foulée étant magnifique ».
Il est sélectionné pour représenter l'Angleterre lors du tout premier match international de rugby de l'histoire contre l'Écosse, ayant lieu le 27 mars 1871 à Édimbourg. L'Écosse l'emporte 1 à 0 en inscrivant 2 essais et 1 transformation contre 1 essai non transformé pour l'Angleterre (seules les transformations rapportaient des points à l'époque),. Au cours du match, on dit qu'il a joué magnifiquement derrière la mêlée,.
Malheureusement, une blessure au genou met fin à sa carrière, et comme douze autre joueurs, c'est le seul match international qu'il aura joué,,.

### Carrière en cricket
Joseph est également un joueur de cricket « première-classe », évoluant au Marylebone Cricket Club. Il avait fait partie du First XI de son école — comme Francis Isherwood, lui aussi un international anglais de rugby — et a joué deux matchs de première-classe en 1870. De ses compétences en cricket, il a été écrit dans le Rugby magazine : « Il s'est révélé en tant que lanceur au début de l'année, mais a perdu de la précision à la fin, mais avec beaucoup de soin il pourrait la récupérer ; c'est un bon batteur, mais il prend les choses un peu trop à la légère quand il est au guichet ; il joue remarquablement bien. » Trois des frères de sa femme ont joué pour le Kent CCC, l'un d'entre eux étant Frank Penn (en), international anglais, et deux de ses neveux ont également été des joueurs de première-classe (l'un pour le Kent, l'autre pour l'Université de Cambridge).

### Carrière professionnelle

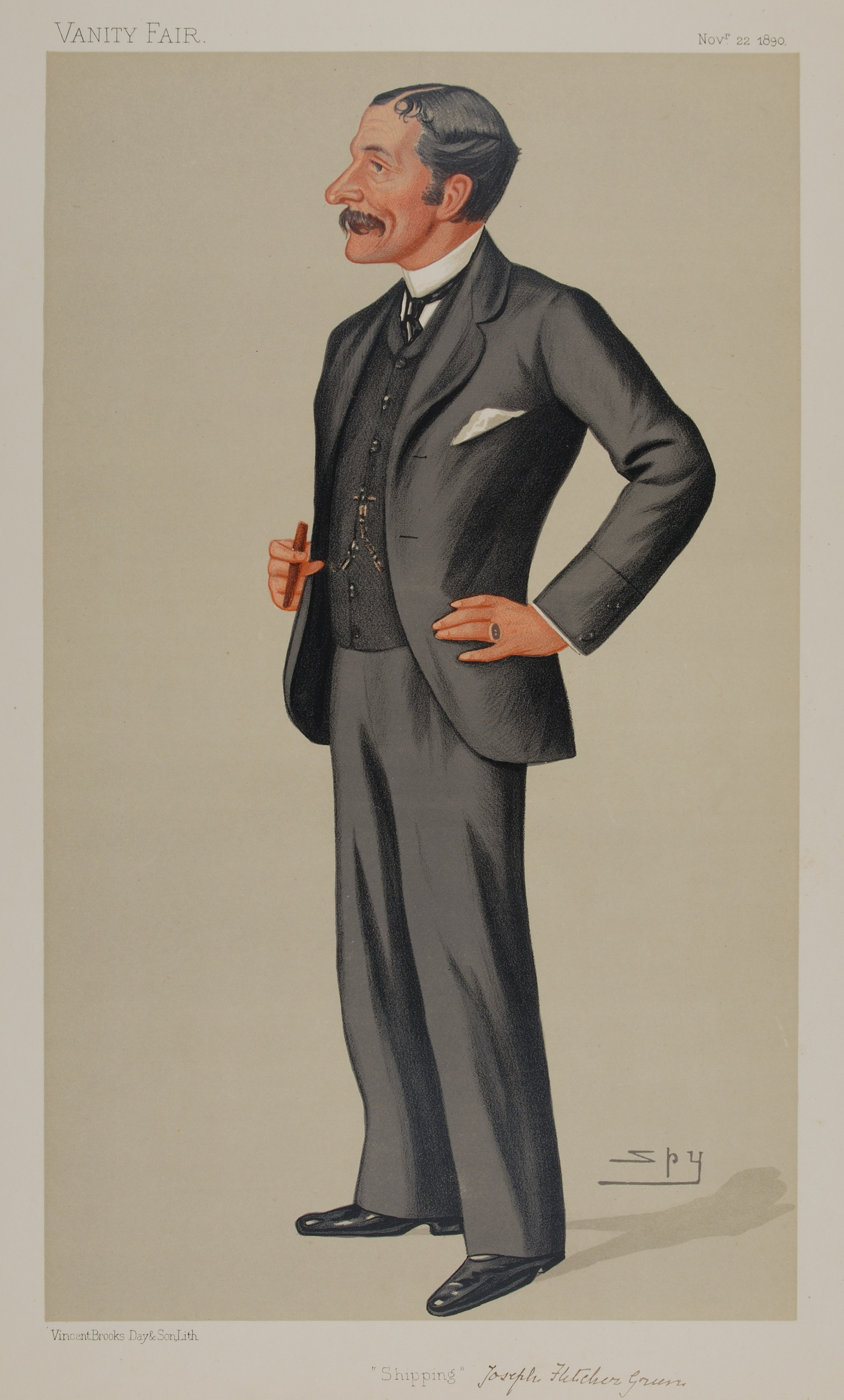
Shipping, une caricature de Joseph Green par « Spy » parue dans Vanity Fair en 1890.

Joseph Green épouse Ellen Penn, la fille du célèbre ingénieur maritime John Penn (en) de Blackheath, le 1er août 1877. C'est la même année que son capitaine dans le premier match international de rugby, Frederick Stokes, épouse la sœur d'Ellen, Isabella. Ainsi, lui et Frederick sont beaux-frères. Joseph et Ellen ont trois enfants : Ellen May (née en 1879), Daisy Maud (née en 1882) et Doris (née en 1887).
Joseph et son frère aîné Frederick auraient été impliqués dans F. Green & Co, la branche de l'entreprise familiale Green chargée de la gestion des passagers et des cargaisons, par la suite intégrée dans l'Orient Steam Navigation Company.
Joseph meurt le 28 août 1923 à Leeds.